# Anna Dehlin-Englund
Anna Birgitta Margareta Dehlin-Englund, född 14 augusti 1938 i Stockholm, är en svensk arkitekt.
Dehlin-Englund, som är dotter till avdelningschef Sven Dehlin och småskollärarinna Rosa Dehlin, född Larsson, avlade arkitektexamen vid Kungliga Tekniska högskolan 1965 och studerade vid Kungliga Konsthögskolan 1966–1967. Hon var anställd på arkitekt Carl Nyréns arkitektkontor i Stockholm 1962, hos A4 arkitektkontor i Stockholm 1963–1966, på Kooperativa förbundets arkitektkontor i Stockholm 1966–1967, hos Hammel Green & Abrahamson i Minnesota 1967, hos Kahn & Jacobs i New York 1968–1969, hos A4 arkitektkontor i Stockholm 1969–1972, var generalsekreterare i Svenska Arkitekters Riksförbund 1972–1973, tjänstgjorde för Förenta Nationerna som planerare på Saint Lucia och i Guyana 1974–1976, var byråarkitekt på Malmö kommuns stadsbyggnadskontor 1977–1983, arkitekt och t.f. verkställande direktör för National Consultancy Services på Seychellerna 1984 och byråarkitekt på Malmö kommuns stadsbyggnadskontor från 1985. Hon var vice ordförande i byggnadsnämnden i Skurups kommun från 1986, styrelseledamot i Svenska Arkitekters Riksförbund och i Svenska Teknologföreningen 1970–1972. Hon har skrivit Den nya bostadsgatan (1979, 1980).